# Lillian Watson
Lillian Watson, född 17 september 1857 i Harrow i London, död 27 maj 1918 i Berkswell nära Birmingham, var en brittisk tennisspelare.
Lilian Watson är känd för sitt deltagande i den första damsingelfinalen i Wimbledonmästerskapen i tennis som spelades 1884. Hon förlorade finalen mot sin yngre syster, Maud Watson, med siffrorna 8-6, 3-6, 3-6. Systrarna Watson var under 118 år det enda syskonparet som mötts i en Wimbledonfinal. Först 2002 möttes det andra syskonparet, Venus Williams och Serena Williams, i finalspelet i Wimbledon.   
Syskonen Watson, som var prästdöttrar, var de första kvinnliga tennisspelarna som under tennismatcher uppträdde i helt vita kläder. Därigenom blev syskonen de första företrädarna för "den vita sporten". 
För ytterligare information om syskonen Watson, se Maud Watson.